# 魔方大厦
《魔方大厦》《Rubik Cube Mansion》，改编自被称为“童话大王”的著名作家郑渊洁的童话故事《皮皮鲁和魔方大厦》，是上海美术电影制片厂于1990年至1994年期间制作的一部系列美术片，是上海美影厂与郑渊洁继《舒克和贝塔》的成功反响之后的第二度合作。和《舒克和贝塔》相似，该片以动画电影的形式制作和发行。
1992年9月14日至10月31日，《魔方大厦》前三集于第二届中国影视动画展播期间在中国中央电视台首次全国公映，并获二等奖。1993年，前九集制作完成并在影院放映及电视展播，反响强烈，其中第八集《头盔城》荣获了1993年广电部优秀影片奖和第六届中国儿童少年童牛奖。
1994年年初，广电部电影局召开全国美术电影工作会议，明确了美术片要依靠各地电视台合作的发展方向。在这一年，以上海美影厂为代表的各厂开始以谨慎的态度投产拍片，也以更大的精力投入制片机制改革和探索与上海电视台的合作。同时，资金人才流失、版权争议等问题也甚嚣尘上。因此，原本计划制作26集的《魔方大厦》系列动画在1994年只续作了一集，即最后的第十集，此后无限期中止。尽管如此，该片曾在90年代中期及末期于中央电视台电影频道以及《动画城》等少儿节目中以电视动画的形式多次重播，在该时期的青少年中有非常高的知名度和较大影响。

## 剧情简介
小学六年级的莱克因为犯错被爸爸妈妈关在家中，无聊的他只好拿起魔方却怎么也玩不好。他一气之下把魔方砸到窗外，却发现魔方逐渐变大变成了一栋大厦。走进大厦，莱克来到了玻璃城，玻璃人乐乐告诉他魔方大厦是由每个魔方方块里的26个城市组成的。莱克之后又因为意外来到了幼儿园王国、昆虫王国、头盔城、科洛城等等其他城市，碰到了各种各样稀奇古怪的事情、危险的状况和一些好朋友，却始终没办法出去……

## 章节目录
列表以26集的完整原著章节目录为基准，并注释其对应的动画集数以及中国电影出版社出版的上美版连环画集数。
| #  | 标题                            | 动画及上美版连环画集数 | 其他备注 |
| -- | ------------------------------- | ---------------------- | --- |
| 1  | 《玻璃城》                      | 1                      | 1990年12月25日制作完成，1992年9月14日至10月31日于第二届中国影视动画展播期间首映，并获二等奖。 |
| 2  | 《玩具树》                      | —                      | 尚未动画化 |
| 3  | 《装在罐头里的爸爸妈妈》        | 2                      | 1991年10月29日制作完成，1992年9月14日至10月31日于第二届中国影视动画展播期间首映，并获二等奖。 |
| 4  | 《火车上的国家》                | —                      | 尚未动画化 |
| 5  | 《爆炸之后》/《神奇的日历》     | 3                      | 动画及上美连环画版标题改为《神奇的日历》。 1991年12月23日制作完成，1992年9月14日至10月31日于第二届中国影视动画展播期间首映，并获二等奖。 |
| 6  | 《蚂蚁王国》                    | —                      | 尚未动画化，但上美连环画上册1993年首版的目录里标注了这一集为第六集，却只收录了前五集，说明上美最初计划绘制拍摄这一集，却因故未能完成。 |
| 7  | 《星座号》                      | 6                      | 实际被动画化且收录在连环画下册中的第六集。 1993年12月制作完成及首映。 |
| 8  | 《科洛赛马会》/《科洛城》       | 9                      | 动画及上美连环画版标题改为《科洛城》。 1993年12月制作完成及首映。 |
| 9  | 《瓜王葬礼》                    | —                      | 尚未动画化 |
| 10 | 《夏河银行传奇》/《夏河银行》   | 7                      | 动画及上美连环画版标题改为《夏河银行》。 1993年12月制作完成及首映。 |
| 11 | 《锁国秘事》                    | —                      | 尚未动画化 |
| 12 | 《蓝蜻蜓飞行团》/《蜻蜓飞行团》 | 4                      | 动画及上美连环画版标题改为《蜻蜓飞行团》。 1992年11月28日制作完成，1993年首映 |
| 13 | 《来克一世皇帝》                | —                      | 尚未动画化 |
| 14 | 《三探樱桃塔》                  | 5                      | 1992年12月21日制作完成，1993年首映 |
| 15 | 《白天鹅餐厅》                  | —                      | 尚未动画化 |
| 16 | 《牛奶井》                      | —                      | 尚未动画化 |
| 17 | 《黑蝉乐队》                    | 10                     | 动画制作完成并公映的最后一集，1994年12月1日正式制作完成，并在约1995年首映。 |
| 18 | 《头盔城的故事》/《头盔城》     | 8                      | 动画及上美连环画版标题改为《头盔城》。 1993年12月正式制作完成。1994年初首映，在1994年3月16日结束的“1993年中国电影政府奖"评选活动中获得「广播电影电视部优秀美术片奖」。同年，该集也荣获第六届中国儿童少年童牛奖。1994年8月29日至9月8日，该集获第十四届中国电影“金鸡奖”提名。 |
| 19 | 《鹦鹉博士》                    | —                      | 尚未动画化 |
| 20 | 《双轮汽车追逐战》              | —                      | 尚未动画化 |
| 21 | 《弹簧镇风波》                  | —                      | 尚未动画化 |
| 22 | 《螳螂骑士》                    | —                      | 尚未动画化 |
| 23 | 《白糖雪》                      | —                      | 尚未动画化 |
| 24 | 《来克失踪记》                  | —                      | 尚未动画化 |
| 25 | 《吹气马戏团》                  | —                      | 尚未动画化 |
| 26 | 《金丝宫》                      | —                      | 尚未动画化 |

## 出版物
- 原著：《郑渊洁童话全集》第七卷 学苑出版社 1993年
- 动画连环画：《魔方大厦》中国电影出版社 1993年4月首次出版[11]，收录动画片前5集的内容[12]
- 动画连环画：《魔方大厦 续集》中国电影出版社 1999年1月出版，收录动画片后5集的内容

## 制作人员
《魔方大厦》的造型设计师是南京籍著名装帧设计师速泰熙，他也是动画系列剧《大耳朵图图》的原创造型作者。
- 原作：郑渊洁
- 导演：顾汉昌，强小柏，查侃
- 剧本：郑渊洁
- 主要配音：黄澄澄、韩清、沈明举等

## 反响

### 获奖情况
本片凭借充满想象力的剧情、独具特色的绘画风格和优秀的制作获得了许多奖项。
- 1992年11月，第一集《玻璃城》、第二集《装在罐头里的爸爸妈妈》、第三集《神奇的日历》获第二届中国影视动画展播二等奖[1]。
- 1994年3月，第八集《头盔城》获1993年电影政府奖（中国广电）优秀美术片奖[9][13]；1994年8月29日至9月8日，《头盔城》获第十四届中国电影“金鸡奖”提名[10]。

### 影射
《魔方大厦》情节的光怪陆离，人物形象扭曲，动画风格诡异，很多故事本身也有非常强烈的乌托邦与反乌托邦色彩，主题也涉及到人性的黑暗面，并充斥着大量的政治与历史事件隐喻。其中有一些影射相对符合逻辑，比如《装在罐头里的爸爸妈妈》一集中来克当选市长后实行的政策造成的打砸抢、大字报、领袖接见全市儿童隐喻了文化大革命；《黑禅乐队》一集隐喻80年代文化热。
然而，也有一些则可能被看作是观众和偏激人士的过度解读。其中包括：来克背乘法口诀表时误背为“八八六十五”隐喻六四事件；日历中不停出现的“512”预测了2008年大地震的日期；《夏河银行》一集中，国家不允许任何人有负面情绪，导致只有以姜文为原型创造的角色怪里怪气清醒，隐喻了审查制度；而《头盔城》一集甚至直接宣传了言论自由。